# Mokrá-Horákov
Mokrá-Horákov là một làng thuộc huyện Brno-venkov, vùng Jihomoravský, Cộng hòa Séc.